# Communauté de communes Cœur du Pays Fort
Die Communauté de communes Cœur du Pays Fort ist ein ehemaliger französischer Gemeindeverband mit der Rechtsform einer Communauté de communes im Département Cher in der Region Centre-Val de Loire. Sie bestand aus 11 Gemeinden.

## Historische Entwicklung
Mit Wirkung vom 1. Januar 2017 fusionierte der Gemeindeverband mit
- Communauté de communes Haut Berry Val de Loire sowie
- Communauté de communes du Sancerrois

und bildete so die Nachfolgeorganisation Communauté de communes Pays Fort Sancerrois Val de Loire.

## Ehemalige Mitgliedsgemeinden
1. Assigny
2. Barlieu
3. Concressault
4. Dampierre-en-Crot
5. Jars
6. Le Noyer
7. Subligny
8. Sury-ès-Bois
9. Thou
10. Vailly-sur-Sauldre
11. Villegenon